# 河渕務
河渕 務（かわぶち つとむ、1925年5月16日 - 2014年1月19日）は、日本のアイスホッケー選手、指導者。
日本女子アイスホッケーの父と呼ばれた。

## 経歴
北海道苫小牧市出身。1938年に旧制苫小牧中学校（現北海道苫小牧東高等学校）に入学してからアイスホッケーを始めた。立教大学に進学した後、1945年に中退し応召されて樺太に行った。復員した後、1947年に岩倉組に入社、アイスホッケー部の選手として、1954年の第7回国体、1957年の全日本アイスホッケー選手権で優勝、1959年に監督に就任した。
アイスホッケー日本代表の監督を務め、1960年の世界選手権Bプールで優勝、1964年インスブルックオリンピックの監督も務めた。
日本アイスホッケー連盟副会長を務め、1998年の長野オリンピック前に大会組織委員会で、女子アイスホッケーを正式種目から外そうとする声が上がった際、強く主張して正式種目に残した。また女子代表が惨敗した後、強化費が削られた際にはポケットマネーで女子の強化費を捻出した。
1990年から2010年まで北海道アイスホッケー連盟会長を務めた。また、岩倉組の関連会社である岩倉海陸運輸社長もつとめた。
2001年、雪印集団食中毒事件で廃部した雪印アイスホッケー部を後継した「札幌ポラリス」の運営会社、札幌アイスホッケークラブの社長に就任、2001年8月10日に札幌市内でチーム構成を発表、監督に中村等、村岡浩弥など19人の雪印乳業社員選手、契約選手として小友坊、アーロン・キャラー、村上裕幸の3人の合計22人、部長に苫小牧工業高校監督や日本アイスホッケー連盟のコーチ経験のある益子芳久を迎えた。
札幌ポラリスは、1シーズン経過した後、雪印乳業からの支援が打ち切られたことから、2002年6月には資金難となり、第37回日本アイスホッケーリーグへの参加断念を表明した。
2004年、堤義明に続いて日本人としては2人目となる国際アイスホッケー連盟殿堂入りを果たした。
2014年1月19日、敗血症のため88歳で亡くなった。